# Thomas Shapcott
Thomas William Shapcott AO (* 21. März 1935 in Ipswich, Queensland) ist ein australischer Schriftsteller.

## Leben
Shapcott wuchs mit seinen drei Brüdern in Ipswich auf. Da er wegen der finanziellen Verhältnisse der Familie seinen Berufswunsch als Journalist nicht erfüllen konnte, begann er 1951 in der Firma seines Vaters zu arbeiten. Neben dieser Tätigkeit schrieb er erste Gedichte und studierte an der University of Queensland. 1961 erhielt er einen Bachelor in accounting  und 1967 einen Bachelor in arts.
Bis 1978 veröffentlichte er mehrere Gedichtbände und Anthologien, ein Buch über den Maler Charles Blackman und einige Libretti für den Komponisten Colin Brumby. In diesem Jahr gab er seinen bisherigen Beruf auf und wurde hauptberuflich Schriftsteller. Von 1983 bis 1990 war er Direktor des Literature Board of the Australia Council und von 1991 bis 1997 Executive Director des australischen National Book Council. 1997 wurde er zum Professor für Creative Writing an die University of Adelaide berufen. Dort wurde er 2005 emeritiert.

## Werk
In seinen autobiographisch geprägten Gedichten greift Shapcott universale Themen auf. Er behandelt die menschliche Natur und die Vergänglichkeit alles Lebenden. Shabbytown calendar ist ein ironisches Porträt seiner Heimatstadt.

## Werke (Auswahl)
- Time on fire (1961)
- Shabbytown calendar (1975)
- Selected poems 1956-76 (1978)
- The birthday gift (1982)
- Welcome (1983)
- White stag of exile (1984)